# Federação de Igrejas Batistas Evangélicas da França
A Federação de Igrejas Batistas Evangélicas da França (em francês:   Fédération des Églises évangéliques baptistes de France) é uma associação cristã evangélica de Igrejas batistas em França. Ela é afiliada à Aliança Batista Mundial e ao Conselho Nacional de Evangélicos da França. A sede está localizada em Paris.

## História

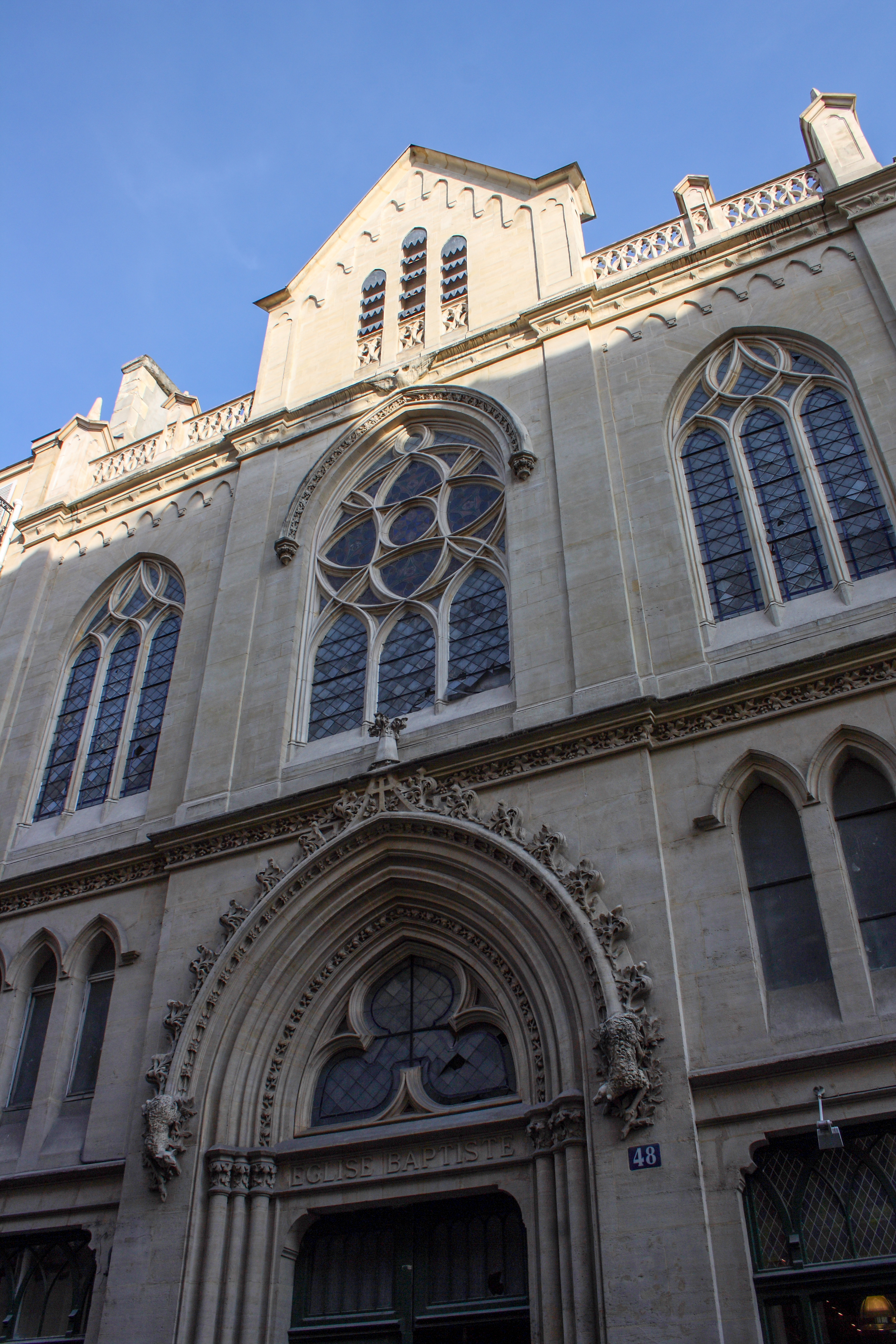
Igreja Evangélica Batista de Paris.

A federação tem suas origens em uma missão batista em Nomain, pelo missionário suíço Henri Pyt e sua esposa Jeanne Pyt, em 1820.  Em 1836, a escola pastoral batista de Douai abriu suas portas.  Em 1838, havia 7 igrejas batistas estabelecidas e 150 membros.  Em 1910, dez igrejas batistas fundaram a Federação de Igrejas Batistas Evangélicas do Norte da França.  Em 1922, a Federação tinha igrejas em várias regiões da França e foi rebatizada de "Federação de Igrejas Batistas Evangélicas da França". Em 1937, a Federação das Igrejas Batistas fundou a Baptist Interior Mission (MIB) para plantar novas igrejas na França.  De acordo com um censo da associação, em 2023 ela disse que tinha 106 igrejas e 5,885 membros. 

## Organização Missionária
A Convenção tem uma organização missionária, EBM International. 

## Programas sociais
Ela tem uma organização humanitária, Association Baptiste pour l’Entraide et la Jeunesse. 